# Glacier Brunonia
Pour les articles homonymes, voir Brunonia.
Le glacier Brunonia est un glacier qui descend à l'est de la pointe du fjord Sunset dans la baie des Îles, en Géorgie du Sud.
Ce glacier est cartographié en 1912-1913 par l'ornithologiste et naturaliste Robert Cushman Murphy qui visite durant cet été austral la Géorgie du Sud à bord du brick phoquier Daisy (New Bedford) commandé par Benjamin D. Cleveland. Murphy nomme le glacier d'après l'Alma mater de son université, l'Université Brown. Ce nom est validé par l'UK Antarctic Place-Names Committee.